# Rio Grande (Film)
Rio Grande ist ein US-amerikanischer Kavalleriewestern unter Regie von John Ford aus dem Jahr 1950 mit John Wayne und Maureen O’Hara in den Hauptrollen. Als Vorlage diente die 1947 veröffentlichte Kurzgeschichte Mission With No Record von James Warner Bellah.

## Handlung
Im texanischen Fort Starke herrscht 1879 große Unruhe: Apachen, die sich über die mexikanische Grenze zurückgezogen haben, starten von dort aus immer wieder Überfälle und können dann ungehindert wieder hinter die Grenze entkommen. Gerade hat der Kommandant des Militärpostens der US-Kavallerie, Ltn. Col. Kirby Yorke, eine Strafexpedition inklusive der Gefangennahme des gefährlichen Häuptlings Natchez hinter sich, da kommen neue Rekruten an. Unter ihnen befindet sich zu seiner völligen Überraschung auch sein Sohn Jefferson („Jeff“), den er fünfzehn Jahre nicht gesehen hat und der – wie ihm sein Freund, General Philip Sheridan, mitteilt – die Akademie in West Point wegen mangelnder Mathematik-Kenntnisse verlassen musste. Die gleiche Zeitspanne lebt Yorke von seiner Gattin Kathleen getrennt, weil er deren Südstaaten-Plantage damals zur Zeit des Sezessionskriegs auf Befehl Sheridans niederzubrennen hatte.
Der Lieutenant Colonel behandelt seinen Sohn wie jeden anderen Rekruten; es gibt keinerlei Vergünstigungen für ihn. Das ist allerdings auch Jeff sehr recht. Durch seine Fähigkeiten zu Pferde und bei einer ersten kleineren Prügelei mit dem älteren Soldaten Heinze erwirbt er sich den Respekt seiner Kameraden. Zu ihnen gehört auch der Rekrut Travis Tyree, der steckbrieflich gesucht wird, weil er in Notwehr einen Mann tötete; der ihn suchende Deputy Marshal wird von den Ausbildern um Sgt. Major Quincannon erfolgreich hingehalten. Noch während des Trainings der Neuen kommt Kathleen im Fort mit der Absicht an, Jeff heimzuholen, doch dieses Ansinnen misslingt: Der Sohn will zeigen, was in ihm steckt, und der Vater will seinem Sohn etwas beibringen. Kirby verbringt Zeit mit seiner Frau und trotz vieler Differenzen nähern sie sich langsam wieder an, als sie Reue für ihre früheren Verhaltensweisen füreinander zeigen.
Die Apachen starten eine Befreiungsaktion für Natchez, und die Verfolgung durch die Kavalleristen endet einmal mehr mitten im Grenzfluss Rio Grande; Yorke kann zwar einem mexikanischen Leutnant ärztliche Hilfe anbieten, mehr aber auch nicht. Dem wieder im Fort erscheinenden Sheridan platzt der Kragen: Er gibt Yorke den ebenso vertraulichen wie inoffiziellen Befehl zur Verfolgung der Apachen auf mexikanisches Territorium. Derweil soll eine Vorausabteilung die Frauen und Kinder im Fort in Sicherheit bringen, Jeff und weitere junge Rekruten sollen diese Gruppe eskortieren. Doch die Indianer überfallen den Treck und entführen die Kinder nach Mexiko. Dort kann sie der erneut vor dem Gesetzeshüter – und ausgerechnet mit Yorkes Pferd – geflohene Tyree in einem Dorf aufspüren. Yorke will ihn zwar verhaften lassen, schätzt aber seine Dienste und erlaubt es ihm, die Befreiung der Kinder mit Hilfe zweier Mitstreiter vorzubereiten.
Tyree wählt seine ebenfalls noch jungen Kumpel Boone und Jeff für die gefährliche Mission aus. Das Eindringen in die Kirche, in der sich die Kinder befinden, gelingt ebenso wie die Attacke der übrigen Soldaten. Allerdings bekommt Yorke einen Pfeil in die Brust – ausgerechnet der Sohn muss ihn herausziehen. Nach der Rückkehr ins Fort werden die mutigsten Teilnehmer des Angriffs ausgezeichnet, darunter auch Tyree und Jeff, was seine nun umgestimmte Mutter zutiefst erfreut. Tyree aber muss erneut vor dem hartnäckigen Deputy fliehen.

## Hintergrund
Rio Grande gilt der letzte Teil der sogenannten Kavallerie-Trilogie des Regisseurs, dem die Filme Bis zum letzten Mann und Der Teufelshauptmann vorausgingen. Für Verwirrung sorgt gelegentlich, dass die von John Wayne dargestellte Hauptfigur „Yorke“ fast denselben Namen trägt wie der im ersten Film der Trilogie Bis zum letzten Mann von Wayne verkörperte „York“. Da die beiden Filmgestalten offensichtlich nichts miteinander zu tun haben, sah Western-Enzyklopädist Herb Fagen in der Tatsache, dass die Filmfigur in Rio Grande noch ein „e“ spendiert bekam, eine der für John Ford typischen Neckereien. Aus Der Teufelshauptmann übernahm man die Soundeffekte der Pony-Stampede.
Drehorte des Filmes waren das von Ford regelmäßig in Szene gesetzte Monument Valley und die benachbarte Siedlung Mexican Hat. Die Dreharbeiten dauerten von Mitte Juni bis Ende Juli 1950. Bei den Dreharbeiten ertranken zwei Stuntmen während der Szene der Flussüberquerung.
Ford musste zuerst diesen Film drehen, um von dem Studio Republic Pictures die Bewilligung für sein Wunschprojekt – die in Irland spielende romantische Komödie Der Sieger – zu erhalten. Herbert J. Yates, der Chef von Republic Pictures, soll Der Sieger eine „dumme kleine irische Geschichte, die einen Penny einbringen wird“ genannt haben. Er befürchtete Verluste bei dem Projekt, die Ford im Vorfeld schon einmal mit dem als sicheren Erfolg eingestuften Rio Grande ausgleichen sollte. Auch im Film Der Sieger, der letztlich zu einem großen Erfolg werden sollte, waren Wayne und O’Hara in den Hauptrollen besetzt.
Seine Weltpremiere feierte der Film am 1. November 1950 in San Antonio, am 15. November kam er landesweit in die amerikanischen Kinos. Er lief danach weltweit im Kino, darunter auch in der BRD. In Italien wurde der Film unter dem Titel Rio Bravo herausgebracht. Der Titel bezieht sich auf den mexikanischen Namen des Flusses als Rio Bravo (del Norte). Er ist nicht zu verwechseln mit dem gleichnamigen Western von Howard Hawks, ebenfalls mit John Wayne in der Hauptrolle, der in Italien den Titel Un dollaro d’onore trägt.

## Synchronisation
Die deutsche Synchronfassung entstand zur Kinopremiere in den 1950ern bei der Elite Film Franz Schröder GmbH, Berlin. Jahrzehnte später wurden einige Szenen, die bei dem ersten Kinostart in Deutschland offenbar geschnitten worden waren, mit Mario Hassert als John Waynes Stimme nachsynchronisiert.
| Rolle                        | Darsteller           | Synchronsprecher                 |
| ---------------------------- | -------------------- | -------------------------------- |
| Ltd. Colonel Kirby Yorke     | John Wayne           | Wolfgang Lukschy / Mario Hassert |
| Kathleen Yorke               | Maureen O’Hara       | Ingeborg Grunewald               |
| Trooper Jefferson Yorke      | Claude Jarman junior | Michael Chevalier                |
| Sgt. Maj. Timothy Quincannon | Victor McLaglen      | Walther Suessenguth              |
| Trooper Travis Tyree         | Ben Johnson          | Gert Günther Hoffmann            |
| Trooper Daniel „Sandy“ Boone | Harry Carey junior   | Herbert Stass                    |
| Ltd. General Philip Sheridan | J. Carrol Naish      | Alfred Balthoff                  |
| Dr. Wilkins                  | Chill Wills          | Konrad Wagner                    |
| Captain St. Jacques          | Peter Ortiz          | Ernst Schröder                   |
| Captain Prescott             | Steve Pendleton      | Heinz Giese                      |

## Kritik
Bosley Crowther schreibt in der New York Times vom 20. November 1950, Fords „pseudohistorisches Abenteuer“ laufe mit einer altbekannten Geschichte auf „tief eingetretenen Wegen“. Dennoch sei der Film nicht schlecht, insbesondere die Actionsequenzen, und die Öffentlichkeit würde ihn sicher zu würdigen wissen. Crowther lobt den Großteil der Schauspieler und die Musiknummern der Sons of the Pioneers, die angenehm, wenn auch kalkuliert darauf seien, den Liebhabern solcher Musik zu gefallen.
Verglichen mit den Vorgängern aus Fords Kavallerie-Trilogie wirke Rio Grande „weniger konsequent und homogen“, so das Lexikon des internationalen Films. „Neben dem beschwichtigenden Optimismus irritiert vor allem das folkloristische Element: die Countrymusikgruppe ‚Sons of the Pioneers‘ hat mehrere unmotivierte Auftritte.“
Allgemein wird Rio Grande eher als Nebenwerk in John Fords Gesamtschaffen betrachtet. Bei Rotten Tomatoes besitzt der Film eine Kritikerwertung von 71 % basierend auf 17 Kritiken, und der größere Teil der Kritiker spricht verhaltenes oder eingeschränktes Lob für den Film aus. Der Kritiker Jeffrey M. Anderson vertritt die sich eher in der Minderheit befindende Meinung, dass Rio Grande ebenso gut wie die beiden vorherigen Teile der Kavallerie-Trilogie sei. Insbesondere im Vergleich zu dem komplizierten Bis zum letzten Mann wirke Rio Grande „viel einfacher, aber ergreifender“.